# Sergio Tacchini
Sergio Tacchini — відомий італійський бренд спортивного одягу з міста Новара у П'ємонті.
Бренд був дуже популярним у футбольних фанатів 80-90х років.

## Історія

### Початок
Компанію створив відомий в минулому тенісист, переможець Кубку Девіса і Італії 1959–1966 рр.
Ще будучи тенісистом в 1966 році він заснував компанію Sandys S.p.A., котра через декілька років була перейменована на його честь.
Починаючи із 70-х рр. бренд спонсурує таких відомих тенісистів як: Джиммі Коннорса, Джона МакІнроя, Габриели Сабатіні, Горана Іванішевича, Мартіни Хінгіз, Піта Сампраса та ін.

### Вершина
У 80-х рр. Sergio Tacchini і Fila були головними спонсорами ATP, але на початку 90-х здали свої позиції гігантам Adidas і Nike.

## Сучасність
У 2007 році фірма була на межі банкрутства, але була куплена Гонконгсько-Китайським бізнесменом Біллі Нгоком, власником Hembly International та американським магнатом Рональдом Барклом.
На теперішній період, бренд налічує понад 100 фірмових магазинів по всьому світі. За планами компанії за 4 роки планується тільки в Китаї відкрити 120 нових магазинів, що допоможе закріпитися компанії на такому великому та перспективному ринку.